# Warren (Vermont)
Warren – miasto w Stanach Zjednoczonych, w stanie Vermont, w hrabstwie Washington.